# Symmoriidae
De Symmoriidae zijn een kleine familie van uitgestorven kraakbeenvissen die verwant zijn aan haaien, die uitsluitend in het Carboon leefden. Hun overblijfselen zijn gevonden in Europa, Azië en Noord-Amerika.

## Naamgeving
De groep werd in 1909 benoemd door Bashford Dean.

## Beschrijving
Op het eerste gezicht verschilden de symmoriiden niet veel van een echte haai. De afmetingen varieerden van vijftig centimeter tot drie meter lang, het lichaam was relatief langwerpig, maar had vreemd genoeg een gebocheld profiel als gevolg van de ongebruikelijke achterwaartse positie van de rugvin, die precies boven de buikvinnen was geplaatst. Aan de basis van de rugvin zat een klein kraakbeen in de vorm van een pijlpunt, met onduidelijke functie; misschien was deze pijlpunt nuttig als bevestigingspunt voor de spieren die de machtige rugvin ondersteunen.
De staartvin leek erg op die van de oude Cladoselache uit het Devoon en was beslist robuust, met twee lobben van gelijke lengte. De twee borstvinnen hadden een zeer merkwaardige vorm: het gebied waarop de stralen van de vin gearticuleerd (metapterygium) was uitgerust met een reeks kleine kraakbeenderen die een lange zweepvormige structuur vormden; bij sommige soorten strekte deze structuur, bekend als de metapterygiale as, zich uit tot de buikvinnen.
De schedel van de symmoriiden was kort en het is waarschijnlijk dat de elektroreceptororganen onderontwikkeld waren. De ogen daarentegen waren erg groot, net als de cladodon-achtige tanden (zoals bij Cladoselache) die in een 'loopband'-patroon op de kaken waren gerangschikt.

## Classificatie
De symmoriiden zijn een van de drie families die behoren tot de Symmoriida, een groep vissen die lijkt op haaien, maar met een onzekere classificatie. Er zijn slechts drie geslachten bekend die tot deze familie behoren: Denaea (met dunne vormen en niet langer dan vijftig centimeter), Symmorium (zelfs drie meter lang en met een robuuste structuur) en Cobelodus (de bekendste, tot twee meter lang). Het is mogelijk dat sommige losse tanden, toegeschreven aan het geslacht Cladodus, een ander geslacht van symmoriiden vertegenwoordigen: als dat zo is, zouden deze tanden van meer dan vier centimeter lang wijzen op het bestaan van een symmoriide van meer dan vijf meter lang.

## Levensstijl
Ongetwijfeld waren de symmoriïden grote roofdieren, in sommige gevallen enkele van de grootste in hun leefgebied. De machtige staartvin suggereert dat ze krachtige zwemmers waren, terwijl de grote ogen suggereren dat deze dieren voornamelijk afhankelijk van het zicht jaagden. De functie van de zweepvormige metapterygiale as is echter niet duidelijk: sommigen veronderstelden dat deze een defensieve functie had, maar de positie achter de borstvinnen maakt deze hypothese onwaarschijnlijk. Andere geleerden geloven dat de zweep ondanks de buisvorm nuttig kan zijn geweest bij het stabiliseren van het dier tijdens het zwemmen.